# Edmundo da Luz Cunha
Edmundo da Luz Cunha CvC • CvA • OA • ComA • GOA foi um militar português.

## Biografia
Atingiu o posto de General.
Foi o 4.º Director de Justiça e Disciplina do Exército de 1966 a 1967.
Irmão do General Joaquim da Luz Cunha.

### Condecorações
- Cavaleiro da Ordem Militar de Avis de Portugal (29 de Fevereiro de 1944)[2]
- Oficial da Ordem Militar de Avis de Portugal (2 de Janeiro de 1946)[2]
- Comendador da Ordem Militar de Avis de Portugal (18 de Julho de 1957)[2]
- Comendador da Ordem de Menelik da Etiópia (22 de Maio de 1961)[3]
- Cavaleiro da Ordem Militar de Cristo de Portugal (19 de Dezembro de 1962)[2]
- Comendador da Ordem do Mérito Militar do Brasil (24 de Novembro de 1966)[3]
- Grande-Oficial da Ordem Militar de Avis de Portugal a 23 de Maio de 1969[2]